# Alain Koffi
Alain Koffi (Abiyán, Costa de Marfil; 23 de noviembre de 1983) es un jugador  francés de baloncesto que pertenece a la plantilla del Le Mans Sarthe Basket de la Pro A. Es internacional con el equipo de Francia.

## Carrera
- Le Mans Sarthe Basket (2002-2009)
- Club Joventut de Badalona (2009-2010)
- Le Mans Sarthe Basket (2010-2014)
- Rouen Métropole Basket (2014-2016)
- ÉB Pau-Orthez (2016-2018)
- BCM Gravelines (2018-2020)
- Le Mans Sarthe Basket (2020- )

## Palmarés
El jugador ha sido campeón de liga con el Le Mans la temporada 2005-2006, en 2004 fue campeón de Copa. Ha sido dos veces campeón de la “Semaine des As” las temporadas 2006 y 2009. Una de sus mejores actuaciones como profesional fue en la Euroliga 2008-09 donde jugando con el Le Mans Sarthe Basket  en la pista del Olympiacos, Alain Koffi anotó 26 puntos y capturó 13 rebotes.